# Coppa di Francia 2012 (ciclismo)
La Coppa di Francia di ciclismo 2012, ventunesima edizione della competizione, si svolse dal 29 gennaio al 14 ottobre 2012, in 16 eventi tutti facenti parte del circuito UCI Europe Tour 2012. Fu vinta dal francese Samuel Dumoulin della Cofidis, mentre il miglior team fu Bretagne-Schuller.

## Calendario
| Corsa | Data         | Evento                                        | Vincitore         | Squadra            | Leader della classifica |
| ----- | ------------ | --------------------------------------------- | ----------------- | ------------------ | ----------------------- |
| 1     | 29 gennaio   | Grand Prix d'Ouverture La Marseillaise (2012) | Samuel Dumoulin   | Cofidis            | Samuel Dumoulin         |
| 2     | 17 marzo     | Classic Loire-Atlantique (2012)               | Florian Vachon    | Bretagne-Schuller  | Florian Vachon          |
| 3     | 18 marzo     | Cholet-Pays de Loire (2012)                   | Arnaud Démare     | FDJ-BigMat         | Arnaud Démare           |
| 4     | 30 marzo     | Route Adélie de Vitré (2012)                  | Roberto Ferrari   | Androni Giocattoli | Arnaud Démare           |
| 5     | 1º aprile    | Flèche d'Emeraude (2012)                      | Roberto Ferrari   | Androni Giocattoli | Arnaud Démare           |
| 6     | 10 aprile    | Parigi-Camembert (2012)                       | P. Périchon       | La Pomme           | P. Périchon             |
| 7     | 12 aprile    | Grand Prix de Denain (2012)                   | Juan José Haedo   | Team Saxo Bank     | Arnaud Démare           |
| 8     | 14 aprile    | Tour du Finistère (2012)                      | Julien Simon      | Saur-Sojasun       | Samuel Dumoulin         |
| 9     | 15 aprile    | Tro-Bro Léon (2012)                           | Ryan Roth         | SpiderTech         | Samuel Dumoulin         |
| 10    | 26 maggio    | Grand Prix de Plumelec-Morbihan (2012)        | Julien Simon      | Saur-Sojasun       | Samuel Dumoulin         |
| 11    | 27 maggio    | Boucles de l'Aulne (2012)                     | Sébastien Hinault | AG2R La Mondiale   | Julien Simon            |
| 12    | 29 luglio    | La Poly Normande (2012)                       | Tony Hurel        | Europcar           | Samuel Dumoulin         |
| 13    | 19 agosto    | Châteauroux Classic de l'Indre (2012)         | Rafael Andriato   | Farnese Vini       | Samuel Dumoulin         |
| 14    | 2 settembre  | Tour du Doubs (2012)                          | Jérôme Coppel     | Saur-Sojasun       | Samuel Dumoulin         |
| 15    | 16 settembre | Grand Prix d'Isbergues (2012)                 | John Degenkolb    | Argos-Shimano      | Samuel Dumoulin         |
| 16    | 14 ottobre   | Tour de Vendée (2012)                         | Wesley Kreder     | Vacansoleil-DCM    | Samuel Dumoulin         |

## Classifiche
| Pos. | Corridore         | Squadra        | Punti |
| ---- | ----------------- | -------------- | ----- |
| 1    | Samuel Dumoulin   | Cofidis        | 232   |
| 2    | Julien Simon      | Saur-Sojasun   | 159   |
| 3    | Laurent Pichon    | Bretagne       | 94    |
| 4    | Arnaud Démare     | FDJ-BigMat     | 88    |
| 5    | Romain Feillu     | Vacansoleil    | 84    |
| 6    | Sébastien Hinault | AG2R La Mond.  | 75    |
| 7    | Benoît Jarrier    | Véranda Rideau | 65    |
| 8    | Jérémie Galland   | Saur-Sojasun   | 62    |
| 9    | Tony Hurel        | Team Europcar  | 61    |
| 10   | Pierrick Fédrigo  | FDJ-BigMat     | 58    |

| Pos. | Squadra                 | Punti |
| ---- | ----------------------- | ----- |
| 1    | Bretagne-Schuller       | 140   |
| 2    | Saur-Sojasun            | 115   |
| 3    | FDJ-BigMat              | 106   |
| 4    | Europcar                | 94    |
| 5    | AG2R La Mondiale        | 88    |
| 6    | La Pomme Marseille      | 87    |
| 7    | Cofidis                 | 79    |
| 8    | Auber 93                | 71    |
| 9    | Véranda Rideau-Super U  | 62    |
| 10   | Roubaix-Lille Métropole | 59    |